# Gnophos gulsensis
Gnophos gulsensis là một loài bướm đêm trong họ Geometridae.